# Condado de Swain
El condado de Swain (en inglés, Swain County) es un condado del estado de Carolina del Norte, Estados Unidos. Tiene una población estimada, a mediados de 2022, de 13 967 habitantes.
La sede del condado es Bryson City.

## Geografía
Según la Oficina del Censo, el condado tiene un área total de 1400 km², de la cual 1370 km² corresponden a tierra firme y 30 km² están cubiertos de agua.

### Condados adyacentes
- Condado de Sevier, Tennesee - norte
- Condado de Haywood - este
- Condado de Jackson - sureste
- Condado de Macon - sur
- Condado de Graham - suroeste
- Condado de Blount, Tennessee - noroeste

## Demografía

### Censo de 2020
Según el censo de 2020, en ese momento el condado tenía una población de 14 117 habitantes. La densidad de población era de 10.3 hab./km².
| Raza                   | Núm.   | Porc. |
| ---------------------- | ------ | ----- |
| Blancos                | 8638   | 61.2% |
| Amerindios             | 4171   | 29.5% |
| Afroamericanos         | 108    | 0.8%  |
| Asiáticos              | 54     | 0.4%  |
| Isleños del Pacífico   | 14     | 0.1%  |
| De otras razas         | 224    | 1.6%  |
| De una mezcla de razas | 908    | 6.4%  |
| Total                  | 14 117 | 100%  |

Del total de la población, el 4.2% eran hispanos o latinos de cualquier raza. 

### Censo de 2000
En el 2000, los ingresos promedio de los hogares del condado eran de $28 608 y los ingresos promedio de las familias eran de $33 786. Los ingresos per cápita para el condado eran de $14 647. Los hombres tenían ingresos per cápita por $26 570 frente a los $20 722 que percibían las mujeres. Alrededor del 18.30% de la población estaba bajo el umbral de pobreza nacional.

## Lugares

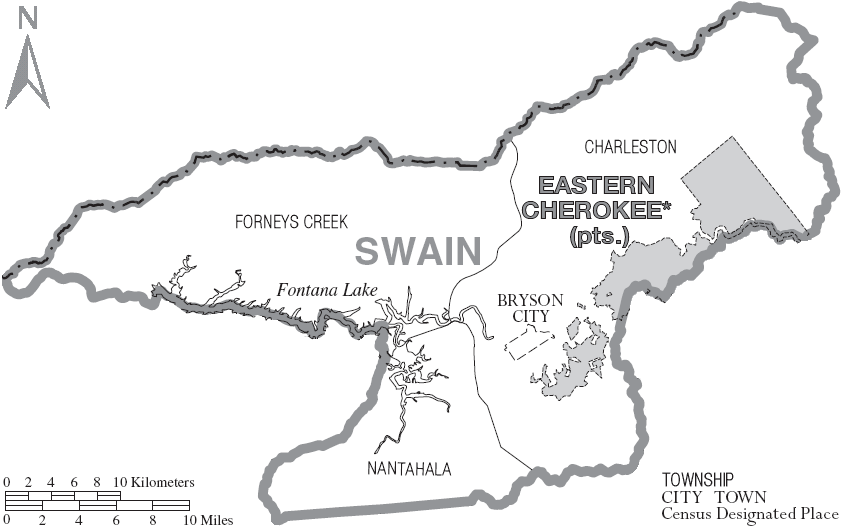
Mapa del condado de Swain incluyendo sus subdivisiones territoriales y su único municipio

### Pueblos
- Bryson City (sede del condado)

### Lugares designados por el censo (census-designated places,CDP)
- Cherokee (comunidad más grande) (ubicada en la reserva india conocida como Qualla Boundary)

### Subdivisiones territoriales
El estado de Carolina del Norte no utiliza la herramienta de los townships como Gobiernos municipales.
El condado está organizado por la Oficina del Censo, a efectos meramente estadísticos, en un territorio no organizado y dos subdivisiones geográficas (townships): Territorio no Organizado de Forneys Creek, Charleston Township y Nantahala Township.